# Calotrophon hemmenorum
Calotrophon hemmenorum is een slakkensoort uit de familie van de Muricidae. De wetenschappelijke naam van de soort is voor het eerst geldig gepubliceerd in 1990 door Houart & Mühlhäusser.